# 严良斌
严良斌（？—？），湖南人，毕业于西北大学。2004年，以旅游签证进入尼泊尔，并加入尼泊尔毛派的游击队，参与尼泊尔内战，成为游击队中唯一的中国人。2005年，参加袭击当地一警察局的武装活动，并负伤，后转入印共参加游击，目前生死未卜。